# Torpediniformes
Ordre
Les Torpediniformes, en français Torpédiniformes, communément appelés torpilles ou raies électriques, sont un ordre de raies capables d’étourdir leurs proies grâce à des organes électriques.

## Liste des familles
Selon FishBase, World Register of Marine Species (12 février 2014), NCBI (12 février 2014) et ITIS (12 février 2014) :
- Hypnidae Gill, 1862 (parfois placé parmi les Torpedinidae)
- Narcinidae Gill, 1862
- Narkidae Fowler, 1934 (parfois placé parmi les Narcinidae)
- Torpedinidae Bonaparte, 1838

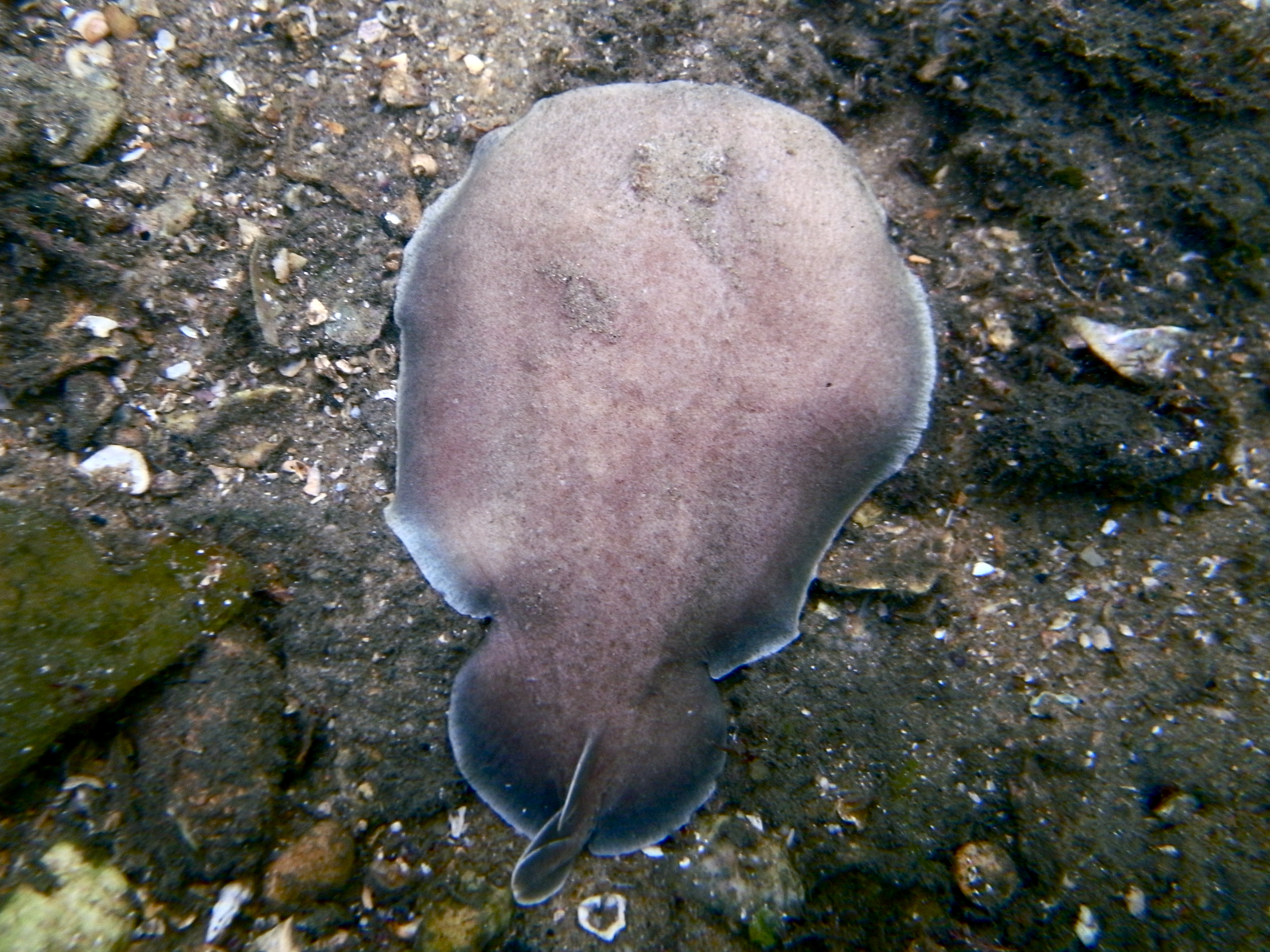
Hypnos monopterygium
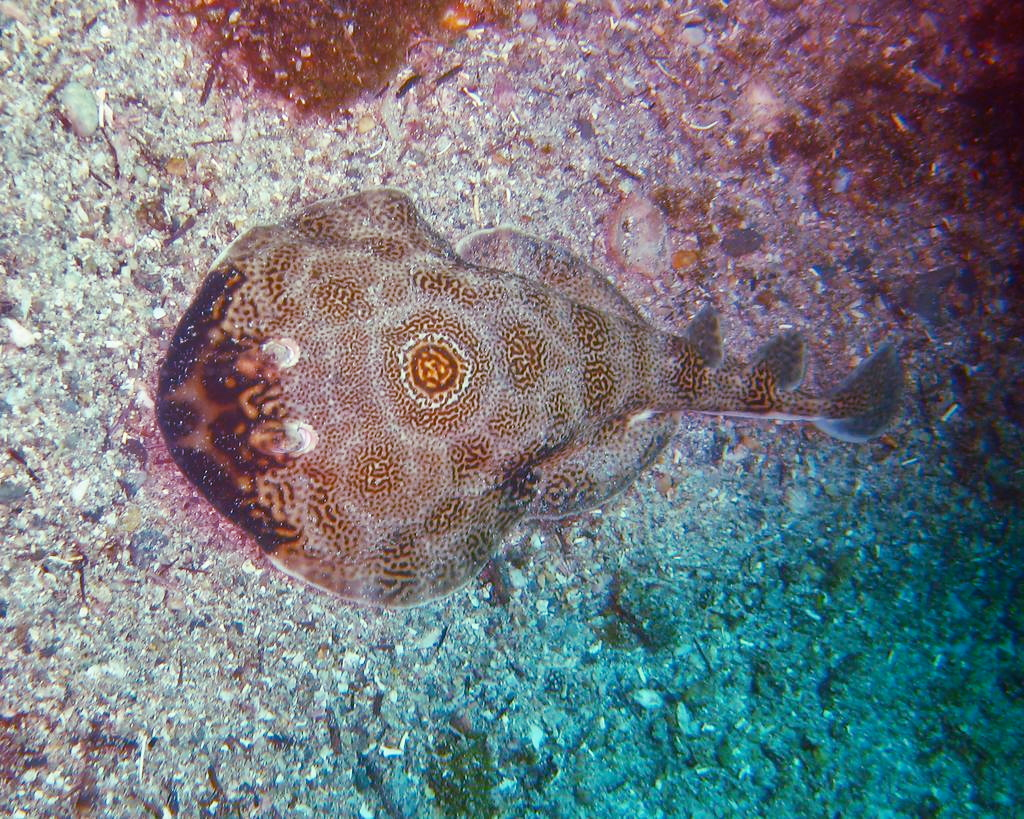
Diplobatis ommata
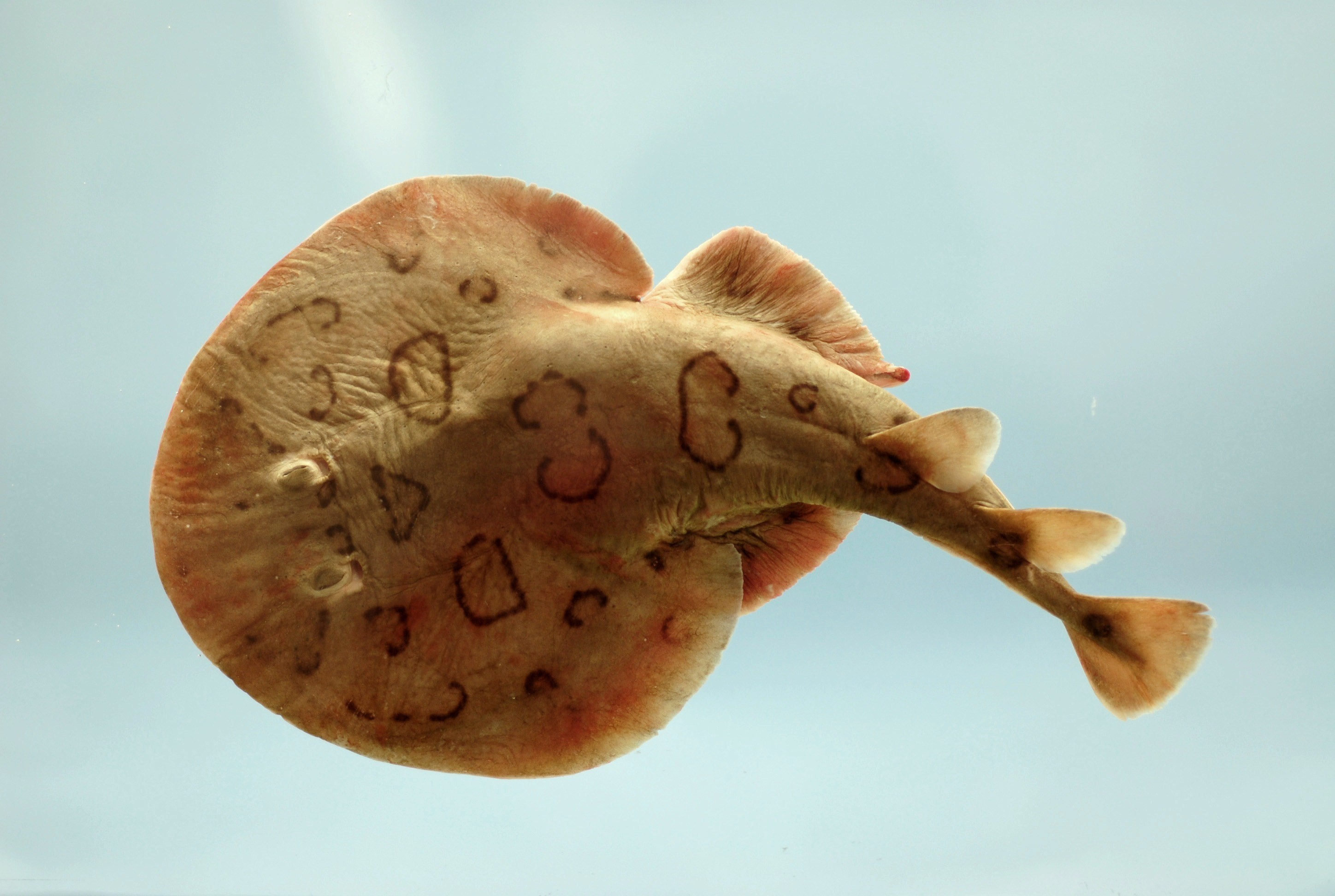
Narcine bancroftii

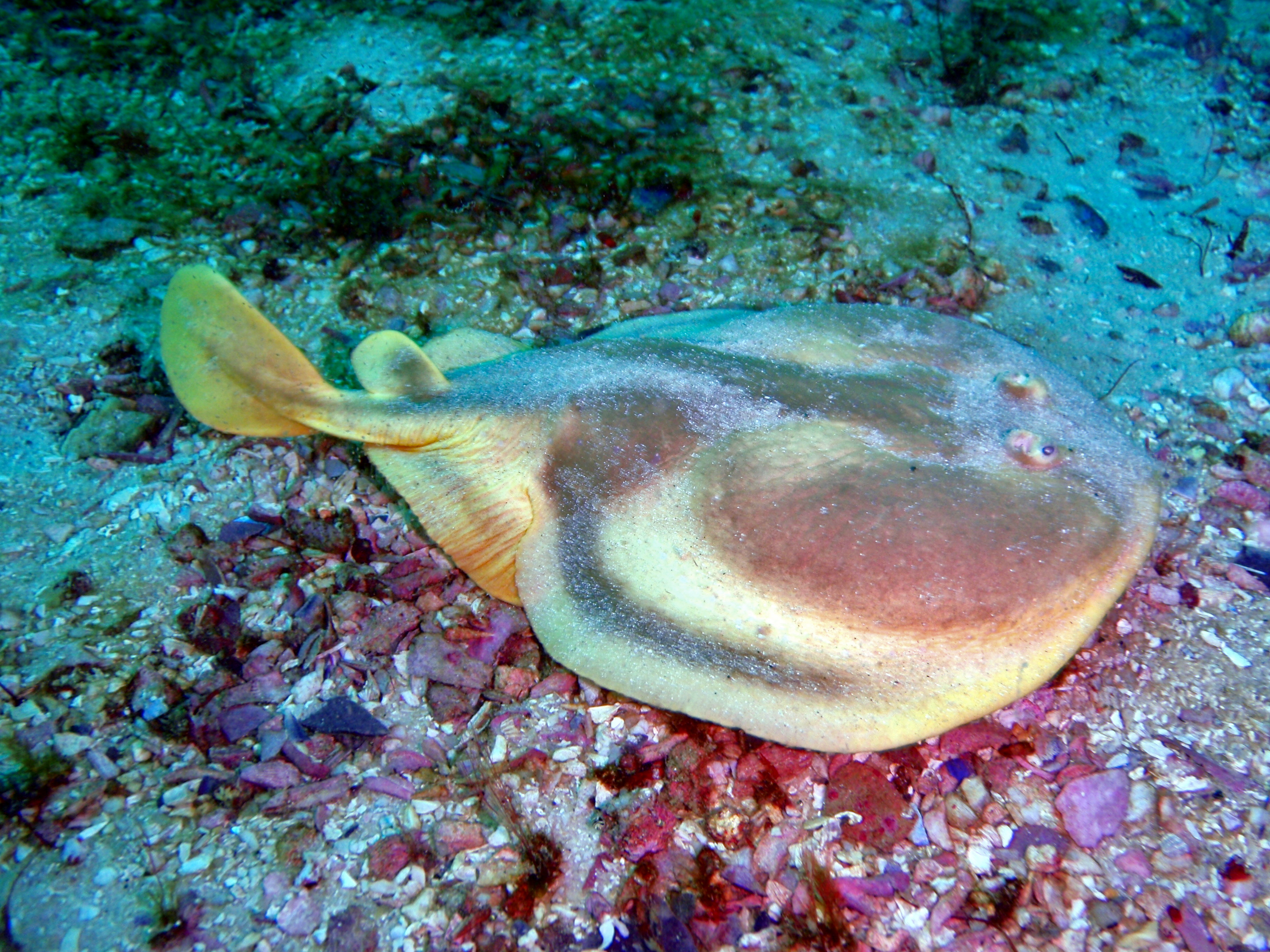
Narke capensis
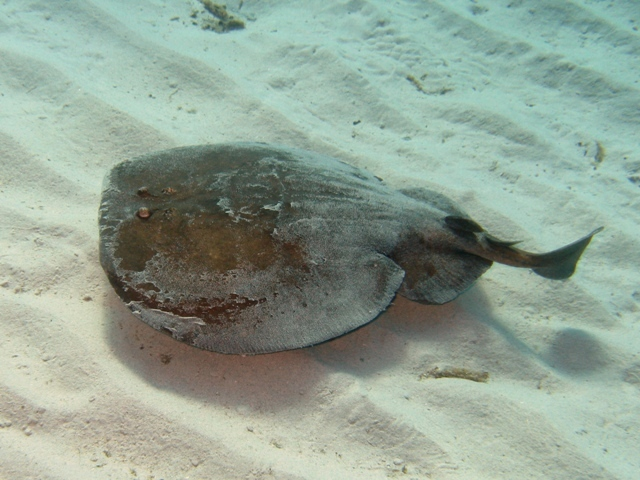
Torpedo marmorata
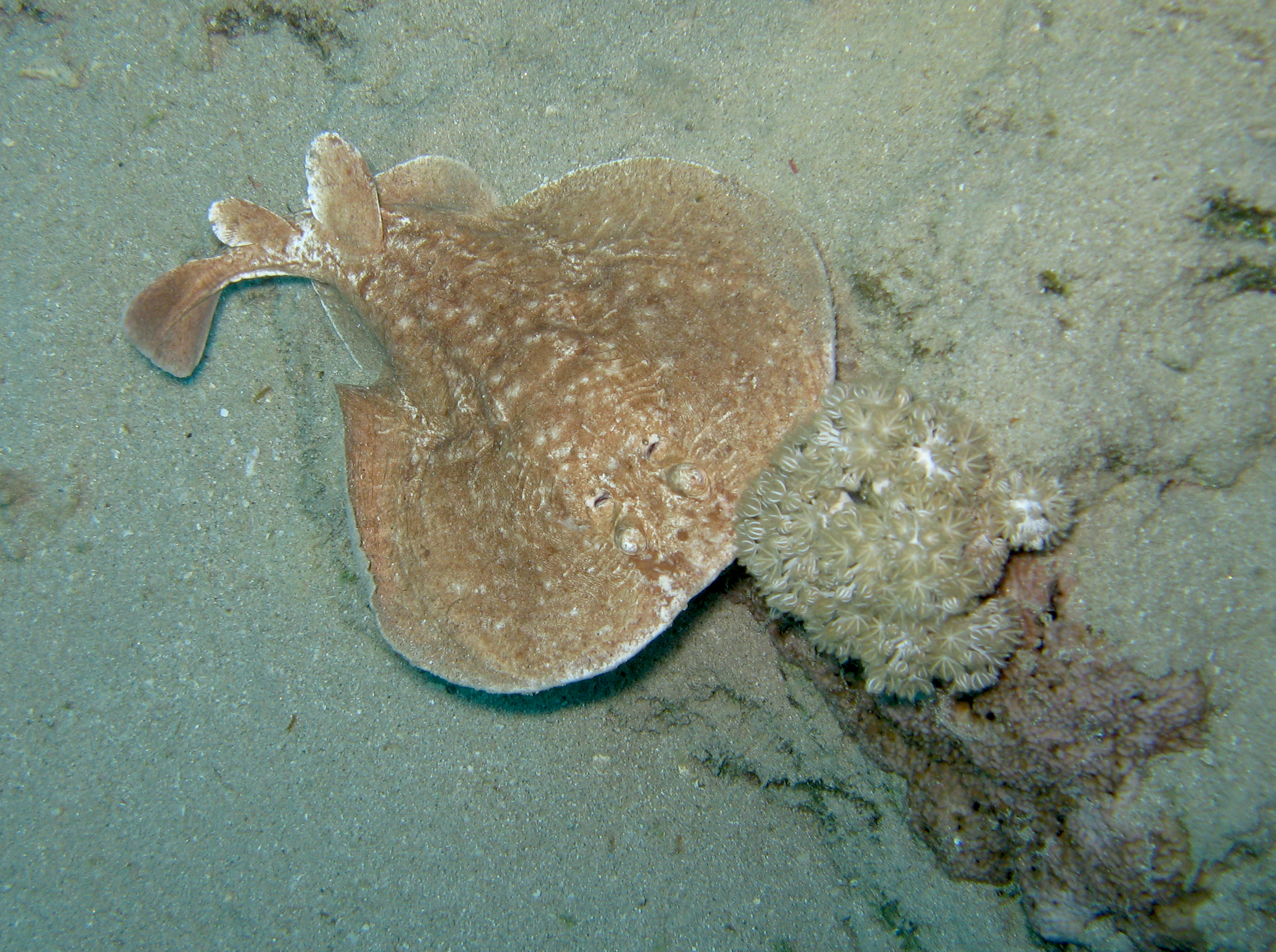
Torpedo panthera
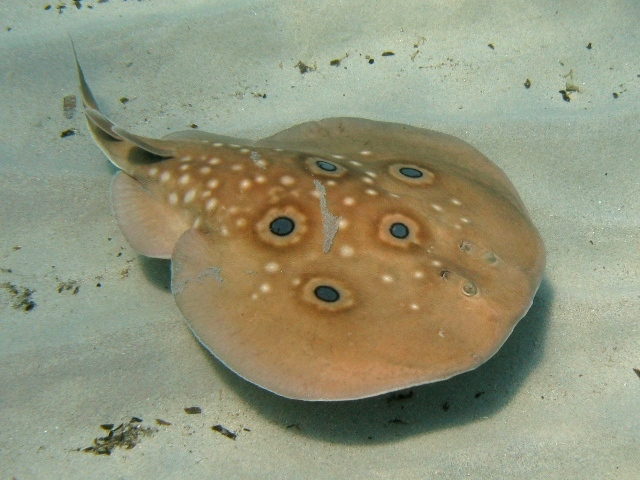
Torpedo torpedo